# Jugurta

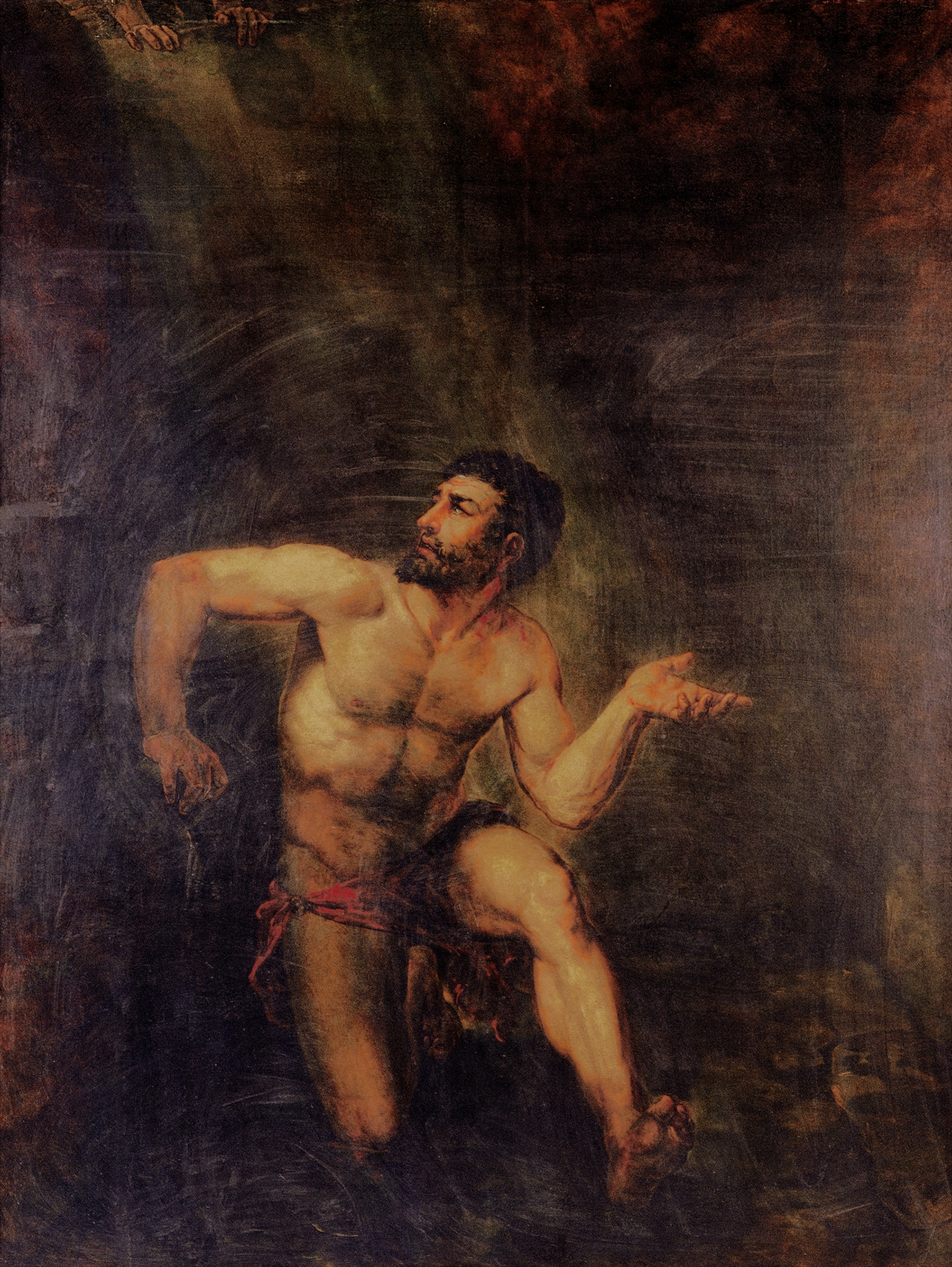
Augusto Müller, Jugurtha

Jugurta (ur. około 160 p.n.e., zm. 104 p.n.e.) – król Numidii w latach 118–104 p.n.e.

## Życiorys
Jugurta był wnukiem Masynissy, synem Mastanabala. Za rządów jego stryja, króla Numidii Micypsy, został wysłany do Hiszpanii na czele wojsk mających wesprzeć Rzymian w wojnie numantyjskiej. Zdolności Jugurty przykuły uwagę Scypiona Afrykańskiego Młodszego, który zasugerował królowi adopcję bratanka. Micypsa przed swoją śmiercią podzielił państwo na trzy części, którymi mieli władać: adoptowany Jugurta, Hiempsal i Adherbal (dwaj naturalni synowie Micypsy). Jugurta szybko pozbył się dwóch rywali – Hiempsala zamordował, a Adherbala zmusił do ucieczki. Rzymska interwencja doprowadziła do podziału Numidii. Jugurta otrzymał część zachodnią, Adherbal wschodnią wraz ze stołeczną Cyrtą.

Dążąc do zjednoczenia państwa w 112 p.n.e. zdobył Cyrtę i nakazał zabić Adherbala wraz z przebywającymi tam kupcami pochodzącymi z Italii, przez co popadł w zatarg z Rzymem (tak zwana wojna jugurtyńska, która toczyła się w latach 111–105 p.n.e.). Dość długo wojna przebiegała niepomyślnie dla Rzymu (przekupstwa Jugurty wśród polityków i wodzów rzymskich). W jej trakcie Jugurta pojawił się w Rzymie i bronił swych racji przed Senatem, jednak po zabójstwie przebywającego tam pretendenta do tronu Numidii Massywy nakazano mu opuścić Italię. Dopiero szereg zwycięstw nad wojskami Numidii odniósł Kwintus Cecyliusz Metellus Numidyjski, a Gajusz Mariusz pokonał Jugurtę ostatecznie w bitwie pod Cyrtą. 

Gdy prowadzono go w pochodzie tryumfalnym, oszalał. W więzieniu zdarto mu z ciała tunikę, a szamotanina o jego złote kolczyki odznaczała się taką chciwością, że oderwano mu płatek ucha. Następnie wepchnięto go, nagiego, do jamy w ziemi. Rozglądał się wkoło całkiem zdezorientowany, wreszcie rzekł, szeroko się uśmiechając: „Na Herkulesa, ta rzymska łaźnia jest zimna!”

 Jugurta został stracony w Rzymie, w Więzieniu Mamertyńskim.